# Niutron NV
Niutron NV — среднеразмерный электромобиль-внедорожник, выпускаемый китайской компанией Niutron с 2022 года.

## Описание
Niutron NV впервые был представлен 15 декабря 2021 года. Серийный экземпляр был представлен в марте 2022 года, а производство автомобиля началось в сентябре 2022 года в Чанчжоу.
- Интерьер
- Вид сзади

## Технические характеристики
До 100 км/ч автомобиль разгоняется за 5,9 секунд. В настоящее время компания Niutron разрабатывает также подзаряжаемый гибридный автомобиль.
На центральной консоли автомобиля расположены сенсорный экран диаметром 15,6 дюймов (400 мм), цифровая приборная панель и небольшие экраны, расположенные в вентиляционных отверстиях для климат-контроля. На крыше размещён панорамный люк длиной 1700 мм.